# Valz-sous-Châteauneuf
Valz-sous-Châteauneuf ist eine französische Gemeinde im Département Puy-de-Dôme in der Region Auvergne-Rhône-Alpes (vor 2016 Auvergne) mit 53 Einwohnern (Stand: 1. Januar 2022). Die Gemeinde gehört zum Arrondissement Issoire und zum Kanton Brassac-les-Mines (bis 2015 Jumeaux). Die Einwohner werden Castelvalzois genannt.

## Geographie
Valz-sous-Châteauneuf liegt etwa 43 Kilometer südsüdöstlich von Clermont-Ferrand am Flüsschen Cé. Umgeben wird Valz-sous-Châteauneuf von den Nachbargemeinden Champagnat-le-Jeune im Norden und Nordwesten, Peslières im Osten und Nordosten, Saint-Martin-d’Ollières im Süden und Südosten, Saint-Jean-Saint-Gervais im Süden und Westen.

## Bevölkerungsentwicklung
| Jahr                       | 1962 | 1968 | 1975 | 1982 | 1990 | 1999 | 2006 | 2013 |
| Einwohner                  | 72   | 57   | 41   | 43   | 50   | 43   | 55   | 55   |
| Quellen: Cassini und INSEE |      |      |      |      |      |      |      |      |

## Sehenswürdigkeiten
- romanische Kirche Saint-Pierre-ès-Liens